# USS John F. Kennedy (CVN-79)
Джон Ф. Кеннеди (англ.  USS John F. Kennedy (CVN-79)) — второй американский авианосец класса Джеральд Р. Форд, новейшего класса атомных авианосцев ВМФ США. Назван в честь 35-го президента Соединенных Штатов Джона Ф. Кеннеди в знак его заслуг перед нацией во время службы на флоте и в правительстве.

## Названия
1.Барри М. Голдуотер — Джон Шадегг предложил назвать либо CVN-79, либо последующий CVN-80 в честь Барри М. Голдуотера. Предложения было отклонено.
2.Джон Ф. Кеннеди — Секретарь военно-морского флота США Рэй Мейбус объявил, что следующий авианосец класса Джеральд Р. Форд будет называться «Джон Ф. Кеннеди».

## Строительство
15 января 2009 года Huntington Ingalls Industries и Northrop Grumman Shipbuilding заключили контракт на сумму 374 миллионов долларов для проектных работ и подготовки к строительству «Джона Ф. Кеннеди». 30 сентября 2010 года Northrop Grumman объявила о том, что ведется подготовка к началу строительства. Впервые резка стали состоялась 25 февраля 2011 года. Киль авианосца был заложен в штате Вирджиния, 22 августа 2015 года. 30 апреля 2018 года Huntington Ingalls Industries объявила, что авианосец готов на 75 процентов. 29 октября 2019 года состоялся спуск авианосца на воду. Корабль был крещен 7 декабря 2019 года Кэролайн Кеннеди, при этом церемония повторила церемонию крещения ею же предыдущего названного в честь её отца авианосца 52 годами ранее.
Авианосец «Джон Ф. Кеннеди» первоначально планировалось завершить в 2018 году. Но работы были продлены. Передача корабля флоту планируется на 2025 год, при этом до передачи флоту на корабле будут проведены работы, которые обычно проводятся после передачи.